# Атняшка (Пермский край)
Атняшка — деревня в Чернушинском районе Пермского края. Входит в состав Павловского сельского поселения.
Находится примерно в 8 км к юго-востоку от центра города Чернушки.

## Население
В 2005 году численность населения составляла 387 человек.
| 2010 |
| ---- |
| 344  |

По результатам переписи 2010 года численность населения составила 344 человека, в том числе 165 мужчин и 179 женщин.